# Neuer Zwölf-Apostel-Kirchhof
Der Neue Zwölf-Apostel-Kirchhof ist ein im zweiten Drittel des 19. Jahrhunderts angelegter evangelischer Friedhof im Berliner Ortsteil Schöneberg. Im 21. Jahrhundert können auf diesem Friedhof auch islamische Bestattungen vorgenommen werden. 

## Geschichte
Als erster Gemeindefriedhof wurde der Alte Zwölf-Apostel-Kirchhof am Königsweg, der heutigen Kolonnenstraße, im Jahr 1864 gegründet. Da in dem Jahr 1882 die Beisetzungsfläche auf dem Alten Zwölf-Apostel-Kirchhof nicht mehr ausreichte und keine Erweiterung möglich war, wurde der Erwerb eines weiteren Kirchhofes nötig. So entstand der Neue Zwölf-Apostel-Kirchhof am Werdauer Weg mit einer Fläche von rund fünf Hektar. Die erste Beisetzung fand im Juni 1883 statt. Die schlichte Friedhofskapelle aus Backstein entstand um 1890 nach einem Entwurf von Paul Egeling, der seine letzte Ruhestätte auf dem Kirchhof fand. Die Kapelle steht inzwischen unter Denkmalschutz.
Ebenso wie der Alte St.-Matthäus-Kirchhof war auch der Neue Zwölf-Apostel-Kirchhof von den Planungen Albert Speers zur Umgestaltung Berlins zur Welthauptstadt Germania betroffen. Im Januar 1939 wurde zunächst der mittlere und südliche – 26.000 m² umfassende – Teil des Friedhofs für den Bau des Südbahnhofs frei geräumt. Die „Entwidmung“ betraf zwei Drittel des gesamten Areals, wodurch der Kirchhof erheblich an Substanz verlor. Die Räumung sollte bis Oktober 1939 beendet, und die Gräber von 7000 Toten sodann dem Stahnsdorfer Friedhof eingefügt sein. Eine Umsetzung nach dem Restteil des Neuen Zwölf-Apostel-Kirchhofs war nicht vorgesehen, da auch dieser später geräumt werden sollte. Der Kriegsbeginn im September 1939 stoppte die weitere Vernichtung des Friedhofs.
Auf dem Kirchhof entstanden 1960 neue Büro- und Personalräume und eine Wartehalle. Die damals abgeräumte Fläche ist heute Teil der Berliner Stadtautobahn.
Seitdem in den 1960er Jahren viele Gastarbeiter auch nach Berlin zogen, von denen die meisten Muslime waren, entstand die Notwendigkeit, in dieser Stadt auch Begräbnismöglichkeiten für die hier Verstorbenen zu schaffen. Dazu zählen unter anderem die Ausrichtung der Gräber nach Mekka und eine Bestattung ohne Sarg, bei dem der Leichnam in Leinentücher gewickelt wird. Der Neue Zwölf-Apostel-Friedhof und weitere vier Berliner Begräbnisstätten (Südwestfriedhof Stahnsdorf, Landschaftsfriedhof Gatow, Friedhof Ruhleben, Friedhof Columbiadamm und Alter St. Thomas-Friedhof) schufen diese Möglichkeiten.
Am 22. September 2024 fand der Tag des Friedhofs auf dem Neuen Zwölf-Apostel-Friedhof statt.

## Gräber bekannter Persönlichkeiten
(± = Ehrengrab)
- Paul Egeling (1856–1937), Geheimer Baurat
- Ludwig Hagen (1829–1892), Wasserbaumeister
- Max Hoenow (1851–1909), Landschaftsmaler, umgebettet nach Stahnsdorf
- Ferdinand Hummel (1855–1928), Komponist (eingeebnet?)
- Carl Krebs (1857–1937), Musikhistoriker
- Hans Rosenhagen (1858–1943), Kunstschriftsteller, Mitstreiter von Wilhelm von Bode gegen die preußische Kunstbürokratie nach der Abdankung Kaiser Wilhelms II.
- Paul Rosenhayn (1877–1929), Schriftsteller (eingeebnet ?)
- Paul Simmel ± (1887–1933), Karikaturist
- Philipp Spitta ± (1841–1894), Musikhistoriker und Philologe
- Bruno Topff (1886–1920), Marinesoldat, Revolutionär, Vorsitzender des Sønderborger Soldatenrates, „Präsident“ von Alsen